# مرو (اورگن)
مرو  (به انگلیسی: Moro ) شهری در شهرستان لین ایالت اورگن است و در سرشماری سال ۲۰۱۱ میلادی، ۳۰۸ نفر جمعیت داشته که نسبت به سال ۲۰۱۰، ۰٫۳۱ درصد رشد جمعیت داشته‌است.